# 珍豪ムチャ兵衛
『珍豪ムチャ兵衛』（ちんごうムチャべえ）は、森田拳次とげんこつプロの漫画作品、およびそれを原作とする日本のテレビアニメである。

## 作品解説
徳川家が平定して間もない江戸の、とある長屋に住む浪人ムチャ兵衛は、豊臣の末裔であるというボケ丸という男児を貧乏ながら育て上げ、豊臣家を復興させようとするあらすじのギャグ漫画。
ギャグ漫画ということで、江戸の街にテレビがあるのは元より、街中に道路標識や東京タワーまがいの塔が立っていたり、駕籠にタクシーの料金メーターがあったり、家光とカブレズキンの密話にトランシーバーを使ったり、江戸と大坂の間に「新幹線駕篭」という駕篭が走っていたり、通貨単位が「円」で藩札が連載（およびアニメ放送）当時発行されていた「C一万円券」と同じである（肖像は家光）など、舞台設定が江戸時代でありながら現代文明が普及しているという荒唐無稽な光景となっている。
原作漫画は、講談社の『週刊少年マガジン』に1967年31号から1968年20号まで連載された。単行本は、1969年に若木書房からコミックメイトレーベルで、1976年に汐文社からホーム・コミックスレーベルで発売。また、HEWからレジェンドコミックスレーベルで電子書籍化されている。共に全2巻。中でもHEW版は連載原稿からスキャンした高画質デジタルリマスターである上に、それまでの単行本未収録の回も収録されている。

## 登場人物
レギュラーまたは準レギュラーとして登場するのは以下のとおり。他に、カブレの部下の忍者隊、通称「徳川忍者隊」も何度か登場する。

### 豊臣側
ムチャ兵衛
声 - 雨森雅司
本編の主人公。元は豊臣家の忠臣であったが、豊臣家壊滅後は末裔のボケ丸を引き取り、いずれ豊臣家を復興とさせようとしている。普段は傘貼りを営んでいるが、儲からないので家賃を滞納中。腰に傘を差しており、日本刀の如く振るって敵を倒したり、開いて手裏剣などを防ぐ。
ボケ丸
声 - 曽我町子
豊臣家の末裔である、少々ボケた少年。「寺小屋学園」に通っている。「〜ぞよ」が口癖。

### 徳川側
カブレズキン
声 - 滝口順平
徳川家の御庭番である忍者。豊臣家の残党を探っている、いわばムチャ兵衛の宿敵。流行はもとより、あらゆる物にすぐカブれる。通称「カブレ」。
徳川家光
声 - 田の中勇
徳川家三代将軍。カブレの主君。タヌキの様な顔をしている。
大久保彦左
声 - 上田敏也
徳川家の家老。

### 長屋「江戸マンション」の主な住人
ピーナッツばあちゃん
「江戸マンション」という長屋に住む双子の老婆。
穴太、南太（駕籠かき）

## テレビアニメ版
1971年2月15日から同年3月22日までTBSで放送。TBSと東京ムービーの共同製作。全49話（全26回）。1回につき2話の放送を基本とする帯番組で、毎週月曜 - 金曜 18時00分 - 18時30分（日本標準時）に放送されていた。
本作は、日本国内では20世紀最後のモノクロアニメとなっている。実際は1968年に制作されたものであったが、テレビ放送のカラー化が進んでいく中で「今さらモノクロ作品はどうか」との理由から急遽お蔵入りになったという。だが3年後、ほとんどのテレビ番組がカラー化された中で突如日の目を見た。制作年で言えば、1969年から同局で放送された『ウメ星デンカ』とNETテレビで放送された『もーれつア太郎』（第1作。1970年9月25日放送分まではモノクロ作品であった）の方が制作は後発であるが、放送は本作がそれらの後になっている。
2016年3月25日、ベストフィールドから本作のDVD-BOXが『想い出のアニメライブラリー』シリーズの第52集として発売された。販売はTCエンタテインメントが担当。映像はHDリマスター化されているが、第5回のBパート「運動会作戦」が未収録となっている。

### スタッフ
- 企画 - 河島治之
- 音楽 - 広瀬健次郎
- 音響演出 - 大野満男
- 効果 - 片岡陽三
- 作画監督 - 楠部大吉郎
- 原画 - 北原健雄、富永貞義、山口泰弘、森下圭介、中村英一 ほか
- 撮影 - 小林恒夫、森泉正美
- 編集 - 井上和夫
- 制作協力 - Aプロダクション
- 制作 - TBS、東京ムービー

### 主題歌
オープニングテーマ「珍豪ムチャ兵衛」
エンディングテーマ「ボケ丸子守歌」
作詞 - 東京ムービー企画部 / 作曲・編曲 - 広瀬健次郎 / 歌 - 熊倉一雄
当時朝日ソノラマに勤務していた橋本一郎は、自身のツイッターで主題歌の作詞を担当したと語っている。
オープニングとエンディングそれぞれの映像は、1999年にビームエンタテインメントから発売された『東京ムービーアニメ主題歌大全集』（規格 - VHS、LD）と2015年に東映ビデオから発売された『トムス・エンタテインメントTV主題歌大全集』（規格 - DVD）にも収録されている。ただし、エンディング映像についてはノンクレジット版である。

### 各話リスト
オープニング後のサブタイトル表示は、拍子木の「カン！」という音がした後、ムチャ兵衛が江戸城をバックに「珍豪、ムチャ兵衛！」と叫んで傘を開け、その後にボケ丸が「○○の巻ぞよ」と読み上げる形で行われる。
| 話数 | 放送日         | サブタイトル               | 脚本            | 演出            |
| ---- | -------------- | -------------------------- | --------------- | --------------- |
| 1    | 1971年 2月15日 | ああ忠臣ムチャ兵衛の巻     | 松元力          | 岡部英二        |
| 1    | 1971年 2月15日 | 無責忍者カブレ頭巾の巻     | 吉田秀子        | 斉藤博          |
| 2    | 2月16日        | 国際的ブジョクの巻         | 松元力          | 前川治男        |
| 2    | 2月16日        | 珍説桃太郎の巻             | 吉田喜昭        | 大石力          |
| 3    | 2月17日        | いざ合戦でござるの巻       | 松元力          | 前川治男        |
| 3    | 2月17日        | 母恋珍道中の巻             | 松元力          | 前川治男        |
| 4    | 2月18日        | ご先祖さま作戦の巻         | 伊東恒久        | -               |
| 4    | 2月18日        | ボケ犬将軍の巻             | 松元力          | -               |
| 5    | 2月19日        | あっぱれカブレ頭巾の巻     | 辻真先          | 前川治男        |
| 5    | 2月19日        | 運動会作戦の巻             | 吉田秀子        | 大石力          |
| 6    | 2月22日        | カブレ名誉の戦死の巻       | 伊東恒久        | 前川治男        |
| 6    | 2月22日        | 眠豪ボケ丸の巻             | 松元力          | 大石力          |
| 7    | 2月23日        | とび出した将軍の巻         | 草川隆          | 長浜忠夫        |
| 7    | 2月23日        | カミナリさんこんにちわの巻 | 松岡清治        | 前川治男        |
| 8    | 2月24日        | ムチャ兵衛の最後の巻       | 辻真先          | 前川治男        |
| 8    | 2月24日        | カブレ大学生の巻           | 伊東恒久        | 大石力          |
| 9    | 2月25日        | ひとりぼっちのカブレの巻   | 吉田秀子        | 大石力          |
| 9    | 2月25日        | ねずみ小僧チュー吉の巻     | 吉田秀子        | 岡部英二        |
| 10   | 2月26日        | カブレ浪士の巻             | 松元力 吉田秀子 | 前川治男 大石力 |
| 11   | 3月1日         | 魔法のほうきの巻           | 松元力          | 大石力          |
| 11   | 3月1日         | 太平洋ふたりボッチの巻     | 辻真先          | 岡部英二        |
| 12   | 3月2日         | かわいい転校生の巻         | 吉田秀子        | 岡部英二        |
| 12   | 3月2日         | 将軍になりたいぞヨの巻     | 吉田秀子        | 岡部英二        |
| 13   | 3月3日         | 大江戸の決闘の巻           | 山田正弘        | 長浜忠夫 大石力 |
| 14   | 3月4日         | わたしがママよの巻         | 吉田秀子        | 前川治男        |
| 14   | 3月4日         | 宝くじ騒動の巻             | 草川隆          | 前川治男        |
| 15   | 3月5日         | ボケ猿のツボの巻           | 辻真先          | 長浜忠夫        |
| 15   | 3月5日         | さらばマンションよの巻     | 松元力          | 前川治男        |
| 16   | 3月8日         | カブレ捕物帖の巻           | 松元力          | 前川治男        |
| 16   | 3月8日         | 江戸城カキ騒動の巻         | 松岡清治        | 大石力          |
| 17   | 3月9日         | ボケ丸決闘にいくの巻       | 岡本欣三        | 前川治男        |
| 17   | 3月9日         | 江戸城売りますの巻         | 草川隆          | 大石力          |
| 18   | 3月10日        | ボケ丸城の巻               | 松元力          | 前川治男        |
| 18   | 3月10日        | ムチャ兵衛土俵入りの巻     | 草川隆          | 大石力          |
| 19   | 3月11日        | 江戸のガンマンの巻         | 松岡清治        | 前川治男        |
| 19   | 3月11日        | 百万両の地図の巻           | 豊田有恒        | 前川治男        |
| 20   | 3月12日        | テレビが見たいぞヨの巻     | 辻真先          | 前川治男        |
| 21   | 3月15日        | ガードマンムチャ兵衛の巻   | 松元力          | 長浜忠夫        |
| 21   | 3月15日        | 道場破りの巻               | 松岡清治        | 大石力          |
| 22   | 3月16日        | 寄らば斬るぞよの巻         | 松元力          | 大石力          |
| 22   | 3月16日        | 怪盗ベンケイ組の巻         | 岡本欣三        | 斉藤博          |
| 23   | 3月17日        | ボケ丸小守唄の巻           | 岡本欣三        | 岡部英二        |
| 23   | 3月17日        | お医者さんヤーイの巻       | 松元力          | 前川治男        |
| 24   | 3月18日        | ボケ丸コック長の巻         | 吉田秀子        | 長浜忠夫        |
| 24   | 3月18日        | 怪盗ムチャ兵衛の巻         | 松元力          | 長浜忠夫        |
| 25   | 3月19日        | ちょんまげ騒動の巻         | 松岡清治        | 大石力          |
| 25   | 3月19日        | 教育おやじの巻             | 吉田喜昭        | 斉藤博          |
| 26   | 3月22日        | 怪獣ウズラの巻             | 辻真先          | 長浜忠夫        |
| 26   | 3月22日        | 天下泰平の巻               | 松元力          | 大石力          |

参考 『タツミムック 東京ムービーアニメ大全集』辰巳出版、1999年。ISBN 4-88641-409-5。監修 - キョクイチ東京支店東京ムービー事業本部

### 放送局
- TBS ：月曜 - 金曜 18:00 - 18:30
- 青森テレビ：火曜  17:00 - 17:30[8]